# 黑叶脚骨脆
黑叶脚骨脆（学名：Casearia membranacea f. nigrescens）为大风子科脚骨脆属膜叶脚骨脆下的一个变型。

## 扩展阅读
- 維基物種上的相關：黑叶脚骨脆